# Sanharib Malki
Sanharib Sabah Malki (arabe : سنحاريب ملكي) (né le 1er mars 1984 à Al-Qamishli en Syrie) est un footballeur syrien d'origine araméenne.
Il évolue actuellement au poste d'attaquant. Jusqu'à l'été 2016, Malki a joué avec le club du Kasımpaşa en Turquie.

## Biographie
Natif de Qamichli en Syrie, Sanharib Malki a grandi à Bruxelles en Belgique et possède un passeport belge. Il commence sa carrière au RSD Jette chez les jeunes et joue à l’âge de 16 ans en équipe première .
Ensuite il rejoint l'Union Saint-Gilloise à la banlieue de Bruxelles. Il aide son équipe à la promotion en deuxième division belge. En division deux, Malki continue de marquer avec les Bruxellois et attire même l'attention du KSV Roeselare, évoluant en Jupiler League pendant cette période.

### Sélection
Il refusa initialement la sélection syrienne pour jouer dans l'équipe nationale de Belgique, mais accepta finalement la sélection pour l'équipe de Syrie. Sa première sélection eut lieu contre le Koweït à l'occasion des éliminatoires de la Coupe du monde 2010. En décembre 2016, Malki compte 29 sélections et 6 buts en faveur de l'équipe nationale syrienne.

## Carrière
| saison    | club                          | pays     | compétition                            | matches joués | buts |
| --------- | ----------------------------- | -------- | -------------------------------------- | ------------- | ---- |
| 2004-2005 | Royale Union Saint-Gilloise   | Belgique | Championnat de Belgique de football D2 | 30            | 10   |
| 2005-2006 | Royale Union Saint-Gilloise   | Belgique | Championnat de Belgique de football D2 | 15            | 9    |
| 2005-2006 | KSV Roulers                   | Belgique | Jupiler League                         | 13            | 1    |
| 2006-2007 | KSV Roulers                   | Belgique | Jupiler League                         | 10            | 6    |
| 2006-2007 | KFC Germinal Beerschot Anvers | Belgique | Jupiler League                         | 10            | 0    |
| 2007-2008 | KFC Germinal Beerschot Anvers | Belgique | Jupiler League                         | 33            | 16   |
| 2008-2009 | KFC Germinal Beerschot Anvers | Belgique | Jupiler League                         | 21            | 6    |
| 2009-2010 | KSC Lokeren                   | Belgique | Jupiler League                         | 23            | 2    |
| 2009-2010 | KSC Lokeren                   | Belgique | Play-Off II A                          | 6             | 1    |
| 2010-2011 | KSC Lokeren                   | Belgique | Jupiler League                         | 1             | 0    |
| 2010-2011 | Panthrakikos                  | Grèce    | Beta Ethniki                           | 13            | 1    |
| 2011-2012 | Roda JC Kerkrade              |          | Eredivisie                             | 33            | 25   |
| 2012-2013 | Roda JC Kerkrade              |          | Eredivisie                             | 36            | 20   |